# 宗義誠
宗義誠（日语：／ Sō Yoshinobu，1692年4月30日—1730年12月15日），日本江戶時代中期的大名、對馬府中藩第6代藩主。
宗義誠是第3代藩主宗義真的第七子。1703年（元祿16年），擔任第5代藩主的兄長宗義方賜予他800石，讓他開創氏江家，賜予他偏諱，稱氏江方誠。1718年（享保3年），宗義方去世，他以養子的身份回到宗氏，繼承家督之位，改名宗義誠。
宗義誠為了重建藩財政，下達儉約令，但是無濟於事，財政困難進一步加劇。1730年（享保15年），他與嫡子宗義如一起前往江戶，途中在大坂病逝，時年39歲。義如年幼，遂以宗義誠的弟弟宗方熙繼任藩主。